# São Sebastião do Oeste (kommun)
São Sebastião do Oeste är en kommun i Brasilien.   Den ligger i delstaten Minas Gerais, i den sydöstra delen av landet, 600 km sydost om huvudstaden Brasília. Antalet invånare är 5 805.
Följande samhällen finns i São Sebastião do Oeste:
- São Sebastião do Oeste

Omgivningarna runt São Sebastião do Oeste är huvudsakligen savann. Runt São Sebastião do Oeste är det glesbefolkat, med 10 invånare per kvadratkilometer.